# Le Poing de la vengeance
Pour plus de détails, voir Fiche technique et Distribution.
Le Poing de la vengeance (龙拳, Long quan) est un film hongkongais réalisé par Lo Wei, sorti en 1979.

## Synopsis
Juang, grand maître du Tang Shan, remporte le championnat annuel. Mais Chung arrive trop tard pour concourir mais insiste pour combattre. Juang, blessé et battu, meurt humilié. Quelques années plus tard, le meilleur élève du grand maître, Tang, décide de le venger.

## Fiche technique
- Titre : Le Poing de la vengeance
- Titre original : 龙拳 (Long quan)
- Titre anglais : Dragon Fist
- Réalisation : Lo Wei
- Scénario : Wang Zhong Ping
- Production : Hsu Li Hwa
- Producteur délégué : Lo Wei
- Société de production :
- Chorégraphie des combats : Jackie Chan
- Musique : Frankie Chan
- Photographie : Chan Jug Shu
- Montage : Leung Wing Tsan
- Pays :  Hong Kong
- Genre : Kung-fu, drame
- Durée : 92 minutes (France DVD)
- Format : Couleurs - Son : mono - 2.35:1
- Dates de sortie : 
  -  Hong Kong : 21 avril 1979
  -  France : 20 octobre 1982
- Film interdit aux moins de 12 ans lors de sa sortie en  France

## Distribution
- Jackie Chan : Tang How-Yuen
- Nora Miao : Fille de San-Thye
- James Tien : Fang Kang
- Lin Yin-Ju
- Kao Chiang
- Yen Si-Kuan
- Sha Fei Au Yeung
- Hsu Hsieh